# Dalila Acheria
Dalila Acheria, née le 8 août 1981, est une haltérophile algérienne.

## Carrière
Aux Championnats d'Afrique d'haltérophilie 2004 à Tunis, Dalila Acheria est médaillée de bronze à l'épaulé et médaillée d'argent à l'épaulé-jeté ainsi qu'au total dans la catégorie des moins de 48 kg.  
Dalila Acheria remporte la médaille de bronze à l'épaulé-jeté et au total dans la catégorie des moins de 48 kg aux Jeux africains de 2007 à Alger.